# Dendrobatinae
Dendrobatinae es una subfamilia de anfibios de la familia Dendrobatidae. Agrupa 55 especies que se encuentran desde Nicaragua hasta la Cuenca del Amazonas.  Se caracterizan por ser altamente brillantes y tóxicos.

## Géneros
Se conocen los siguientes según ASW:
- Adelphobates Grant, Frost, Caldwell, Gagliardo, Haddad, Kok, Means, Noonan, Schargel & Wheeler, 2006 (3 especies)
- Andinobates Twomey, Brown, Amézquita & Mejía-Vargas, 2011 (12 especies)
- Dendrobates Wagler, 1830 (5 especies)
- Excidobates Twomey & Brown, 2008 (3 especies)
- Minyobates Myers, 1987 (1 especie)
- Oophaga Bauer, 1994 (9 especies)
- Phyllobates Duméril & Bibron, 1841 (5 especies)
- Ranitomeya Bauer, 1986 (16 especies)